# 蓮華寺 (米原市)
蓮華寺（れんげじ）は、滋賀県米原市にある浄土宗の本山の寺院。山号は八葉山（はちようさん）。本尊は発遣の釈迦如来と来迎の阿弥陀如来の二尊。

## 歴史
当寺は、推古天皇23年（615年）に聖徳太子によって創建されたと伝えられる。当初は寺名を法隆寺と称したという。
建治2年（1276年）に当寺は雷による火災で焼失した。しかし、弘安7年（1284年）に当地の地頭で鎌刃城主の土肥元頼により、浄土宗の良忠の弟子とされるが踊り念仏を行っていた一向俊聖が当地にやってきた際に招いて開山とし、再興された。
その際、寺名は八葉山蓮華寺と改められた。
寺名は良忠が鎌倉に建立した寺院・蓮華寺（現・光明寺）から採られたものである。後に一向俊聖は当寺でなくなっている。
鎌倉時代末期には花園天皇の勅願所となり、菊の御紋の使用を許されている。
元弘3年/正慶2年（1333年）に後醍醐天皇の綸旨を受けて足利尊氏らは鎌倉幕府を裏切った。
そして、京都にある六波羅探題が尊氏らに攻められると、六波羅探題北方の北条仲時は、持明院統の光厳天皇、後伏見上皇、花園上皇を伴い鎌倉へ落ち伸びようとして京都を脱出し、近江国に入って中山道を北に進んでいた。
しかし、番場に近づくとその行く手に佐々木道誉が差し向けたともいわれる野伏や、五辻宮守良親王の軍が現れて通行が妨げられたため、やむなく付近にあった当寺へ入ると天皇と上皇の玉輩を当寺に置いた後に、仲時一行は覚悟を決め、本堂（一向堂）の前で一族郎党432名と伴に自刃して果てた。
その際に皆の血が川のようになって流れたと伝わる。
住持の同阿上人は彼らを憐れんで一人一人に戒名を与えるとその名を過去帳に記載している。それが有名な『陸波羅南北過去帳』である。
寺内にある北条仲時主従の墓という一石五輪塔群は近代になってから整備されたもので、別に向かいの六波羅山とよばれるところの麓にも仲時の墓とされる五輪塔がある。
当寺は、応仁の乱以降度重なる戦乱で衰微していたが、天文8年（1539年）に浅井亮政によって復興を許されている。
当寺は当初は浄土宗であったが、一向俊聖と同じく踊り念仏を行っていた一遍の時宗と同一視されるにおよび、江戸時代には時宗十二派に属する時宗一向派の大本山と位置づけられた。
しかし、明治時代なって時宗からの独立運動を行った結果、太平洋戦争中の昭和17年（1942年）になり時宗からの独立を許され、時宗一向派の大本山・蓮華寺は末寺57か寺とともに浄土宗に転宗した。だが、その他末寺29か寺は時宗に残留している。
浄土宗に合流した当寺は、浄土宗七大本山に次ぐ格式として特別寺格である本山とされた。
斎藤茂吉は、恩師佐原窿応が当寺49世住職になったことから、参詣して短歌を残している。また、大橋俊雄が晩年貫首になった。
2015年（平成27年）に踊躍賞（ゆやくしょう）というダンス賞を設け、以来広くダンサーを募集している。聖なるものと踊りを、もう一度むすびつけようとの想いで創立された。

## 境内
- 本堂 - 勅額「蓮華寺」は後水尾天皇の筆で元禄5年（1692年）11月16日に下賜されたもの[4]。中には宝物室もある。
- 庭園「蓬莱庭」
- 書院
- 庫裏
- 研修道場
- 伝・土肥元頼の墓（米原市指定有形文化財） - 石造宝篋印塔。南北朝時代の作。
- 八大龍王社
- 辨才天社
- 舎利塔
- 鐘楼 - 梵鐘（重要文化財）は銘文により弘安7年（1284年）に畜能（玄）が願主となって畜生（主）が勧進し、沙弥道日（土肥元頼）が大檀那となって鋳造されたのがわかる[5]。
- 忠太郎地蔵尊 - 昭和5年（1930年）に長谷川伸が発表した戯曲「瞼の母」の主人公で番場出身の博徒である忠太郎の話から作られた地蔵尊。1950年台に忠太郎の出身地が中山道の番場宿に設定されたため番場の忠太郎と呼ばれるようになり、昭和25年（1950年）には番場の忠太郎というタイトルで映画化も行われ一世を風靡した。忠太郎地蔵尊は昭和33年（1958年）に長谷川伸と地元住民らにより建立された[7]。地蔵尊は愛知県岡崎市の石材店によって作成された。当寺では夏に「忠太郎地蔵まつり」が開催されている[7]。「瞼の母」を参照。
- 一向杉（滋賀県指定自然記念物） - 樹齢700年余。当寺の開山・一向俊聖が弘安10年（1287年）に亡くなった際、荼毘に付した地に植えられた。
- 一向俊聖の墓
- 北条仲時以下432人の墓 - この地で切腹した北条仲時と六波羅探題の武士達それぞれの墓。
- 勅使門（御中雀門） - 花園上皇から賜った菊の御紋が付けられている。

## 文化財

### 重要文化財
- 銅鐘 - 梵鐘。
- 紙本墨書陸波羅南北過去帳

### 滋賀県指定有形文化財
- 絹本著色一向上人像

### 米原市指定有形文化財
- 木造釈迦如来立像 1躯 - 鎌倉時代。当寺の本尊。
- 木造阿弥陀如来立像 1躯 - 鎌倉時代。当寺の本尊。
- 石造宝篋印塔

## 前後の札所
びわ湖百八霊場
50 松尾寺　-　51 蓮華寺　-　52 西圓寺

## 所在地
- 滋賀県米原市番場511

## アクセス
- JR西日本・JR東海・近江鉄道 米原駅より湖国バスにて約10分、「番場」ないし「蓮華寺下」から徒歩すぐ。